# Флентя, Олег Георгиевич
Олег Георгиевич Флентя (рум. Oleg Flentea; 6 августа 1964) — советский и молдавский футболист, полузащитник.

## Карьера
В 1982—1985 годах играл за «Нистру» Кишинёв. В 1982 году вместе с командой вышел в высшую лигу СССР. По итогам чемпионата-1983 (в котором провёл 8 матчей) «Нистру» вылетел в первую лигу. В 1986—1990 годах играл в командах второй лиги. В 1991 году играл за команду второй низшей лиги «Буджак» Комрат.
С 1992 года выступал в высшей лиге Молдавии — сыграл 266 матчей, забил 60 мячей.
В 2007 году играл за команду «Лукоморье» в чемпионате Молдавии по футзалу.
По состоянию на 2008 год работал на автозаправке.

### Достижения

#### Командные
- Серебряный призёр Первой лиги СССР: 1982
- Бронзовый призёр Второй низшей лиги СССР: 1991 (5-я зона)

#### Личные
- Лучший бомбардир[3] чемпионата Молдавии: 1992 (13 мячей)